# Theurgie
Theurgie (griechisch θεουργία theourgía „Gotteswerk“) ist eine antike Bezeichnung für religiöse Riten und Praktiken, die es ermöglichen sollten, mit göttlichen Wesen in Verbindung zu treten und von ihnen Hilfe zu erlangen. Der Ausübende wird „Theurg“ genannt. Nach der gängigen Auffassung der antiken Theurgen wurde nicht versucht, die erwünschte Reaktion der Götter mit magischen Mitteln zu erzwingen, sondern es ging um ein Zusammenwirken von Gott und Mensch, bei dem sich der Theurg göttlichem Einfluss öffnete.
Das Konzept der Theurgie entstand in der römischen Kaiserzeit. Seine Hauptbefürworter waren spätantike Neuplatoniker, doch stieß der Gedanke eines rituellen Zusammenwirkens mit den Göttern bei manchen neuplatonischen Philosophen auch auf grundsätzliche Ablehnung.
Der stark vom Neuplatonismus beeinflusste spätantike Theologe Pseudo-Dionysius Areopagita übernahm den Begriff „Theurgie“ in die christliche Theologie.

## Begriffsbestimmung
Die Begriffe „Theurgie“ und „Theurg“ wurden frühestens im 2. Jahrhundert geprägt, gängig waren sie ab dem späten 3. Jahrhundert. Das Wort theourgia wurde aus den Bestandteilen theo- (von theós „Gott“) und -ourgía (von érgon „Werk“) zusammengesetzt. Gemeint ist mit dem „Gotteswerk“ – im Gegensatz zur Theologie als philosophischer Theorie – die praktische, rituelle Seite des Verhältnisses zwischen den theurgisch orientierten Philosophen und den von ihnen verehrten Göttern. Die in der älteren Forschung vertretene Interpretation, es handle sich etymologisch und sachlich um einen vom Menschen auf die Götter ausgeübten Zwang, wird heute überwiegend abgelehnt; nur vereinzelte Belege zeigen, dass einige Theurgen so dachten. Das „Werk“ ist sowohl das Handeln des Theurgen als auch der Akt des darauf reagierenden Gottes.
In der Spätantike verstand man unter Theurgie in erster Linie die Ausführung der einschlägigen Instruktionen der Chaldäischen Orakel, einer religiösen Lehrdichtung in griechischer Sprache, die Anweisungen für die theurgische Praxis gibt. Auch die dort dargelegte theologische und kosmologische Lehre, die theoretische Basis der theurgischen Praxis, gehörte dazu. Die Chaldäischen Orakel, die meist kurz als „die Sprüche“ bezeichnet wurden, waren bei den Neuplatonikern sehr angesehen. Man glaubte, dass sie ein göttliches Offenbarungswissen enthalten. Daneben wurden auch Elemente des traditionellen öffentlichen Kultes und Vorstellungen ägyptischer Herkunft in den Theurgiebegriff integriert.
In der modernen Religionswissenschaft werden mitunter auch Praktiken außerhalb des antiken Kontextes, die an die antike Theurgie erinnern, als Theurgie bezeichnet. Die in der Medizin bzw. Heilkunde des Altertums gängige Vorstellung von Göttern und Dämonen als Krankheitsbringer und Heiler mit therapeutischer Anwendung von Heilgebet, Opfer, Beschwörung und Amuletten wurde als theurgische Pathologie und Therapie bezeichnet.

## Begründung
Alle Neuplatoniker stimmten überein, dass die Aufgabe des Philosophen darin bestehe, sich von der materiellen Welt zu emanzipieren und der intelligiblen (rein geistigen) Welt der platonischen Ideen zuzuwenden. Zur Erreichung dieses Ziels hatte sich der Philosoph von hinderlichen Orientierungen zu befreien. Er sollte sich von niederen Begierden reinigen und sein ganzes Leben konsequent auf das spirituelle Ziel ausrichten. Diesem Zweck diente eine philosophische Lebensweise im Sinne der platonischen Tradition. Angestrebt wurde die Erlösung der Seele von ihrem irdischen Dasein und ihr Aufstieg in die geistige Welt, die ihre wahre Heimat sei.
Unterschiedlicher Meinung waren die Neuplatoniker jedoch über den Weg, der zu diesem Ziel führen sollte. Es lassen sich zwei Hauptrichtungen unterscheiden: eine rein philosophische, die auf theurgische Rituale verzichtete, und eine kultisch orientierte, die von der Unentbehrlichkeit theurgischer Praktiken ausging. Der profilierteste Repräsentant der rein philosophischen Richtung war Plotin, der Begründer des Neuplatonismus. Die theoretische Basis der theurgischen Richtung schuf Iamblichos.
Der Standpunkt der rein philosophischen Richtung lautete, dass die Erlösung der Seele aus ihrer Not in der materiellen Welt eine Selbsterlösung sei. Dazu sei die Seele dank ihrer unverlierbaren göttlichen Natur von sich aus befähigt. Es liege in ihrer Macht, sich von ihrer zeitweiligen Unwissenheit und deren Folgen zu befreien. Trotz ihres Abstiegs in die Körperwelt habe sie den Kontakt mit ihrer geistigen Heimat niemals völlig verloren. Plotin meinte sogar, die Seele steige nie ganz herab. Ihr oberster Teil bleibe auch während ihrer Verbindung mit dem Körper immer in der geistigen Welt und dadurch habe sie ständig Anteil an deren ganzer Fülle, auch wenn ihr verkörperter Teil Unheil erleidet. Daher braucht man nach dieser Lehre keine Hilfe in der Außenwelt zu suchen. Vielmehr genügt es, eine philosophische Lebensweise zu praktizieren und die Aufmerksamkeit stets kontemplativ auf das Höhere zu richten. Rituale werden mit materiellen Objekten durchgeführt, daher können sie keine geistige Befreiung bewirken. Der Weg zur Freiheit führt über die Selbsterkenntnis der Seele.
Gegen diese Sichtweise wandten sich die Anhänger der Theurgie, deren Position Iamblichos begründete. Iamblichos hielt eine Erlösung der Seele aus eigener Kraft, nur durch ihre Tugend und Einsichtsfähigkeit, für unmöglich. Er ging von einer grundsätzlichen Wesensverschiedenheit von Göttern und menschlichen Seelen aus. Daher könne sich die Seele nicht selbst erlösen. Plotins Lehre, der oberste Seelenteil bleibe in ständiger Gemeinschaft mit dem göttlichen Bereich, lehnte Iamblichos ab. Er argumentierte, dass diese Behauptung nicht zutreffen könne, da sonst alle Menschen unablässig glücklich wären. Die Philosophen, die der theurgischen Richtung folgten, schätzten die Fähigkeiten der Seele relativ pessimistisch ein. Sie meinten, die Seele sei in ihrer Gesamtheit in der materiellen Welt gefangen und könne sich ohne Hilfe von außen nicht befreien. Daher sei der Mensch auf die Unterstützung höherer Mächte angewiesen. Diese könne erlangt werden, indem man sich theurgisch mit den Göttern verbinde. Die Rituale seien zwar materielle Handlungen, doch wirke auch im materiellen Bereich heilbringende göttliche Kraft. Die Wirkung der Rituale auf die Seele sei therapeutisch und die Theurgie sei der Weg, den die Götter den Menschen gezeigt hätten, um sie zu heilen und zu retten. Für Iamblichos wird auf der höchsten Stufe der Theurgie eine Verehrung der Götter ohne materielle Riten und Opfergaben möglich. Der materielle Kult ist somit nur eine Vorstufe des immateriellen.

## Lehre und Praxis
Die in den Chaldäischen Orakeln dargelegten Grundsätze und Methoden der Theurgie setzen eine platonische Ontologie und Kosmologie voraus. In diesem Weltbild kommt der Materie der niedrigste Rang zu, sie bildet den unvollkommensten Bereich der Welt. Zuoberst steht der transzendente höchste Gott, der in theurgischen Texten oft Vater genannt und metaphorisch als Feuer bezeichnet wird. Er ist die Quelle von Emanationen, die als feurig oder lichtartig beschrieben werden und für die theurgischen Bestrebungen hilfreich sind. Die aus theurgischer Sicht bedeutsamste Emanation ist die Weltseele, die aus dem Nous (Intellekt) des Vaters hervorgeht. Sie ist das belebende Prinzip des Kosmos. Eine zentrale Rolle spielt im theurgischen Kult die Göttin Hekate. Sie vermittelt zwischen dem Reich der Götter und der Welt der Menschen, indem sie den Sterblichen göttliche Wohltaten zukommen lässt und den Aufstieg der Seelen ins himmlische Reich ermöglicht. Ihr verdanken die Menschen die Kenntnis vieler theurgischer Rituale. Als Erlöserin verhilft Hekate dem Theurgen zur Erreichung seines Ziels.
Die theurgische Praxis umfasste neben Reinigungen und Einweihungen Rituale, die dem Theurgen die Begegnung mit einer Gottheit ermöglichen sollten. Die Götter konnten dem Theurgen, der sich an sie wandte, in einer körperlichen Gestalt erscheinen. Zur Vorbereitung ließ der Theurg meist göttliches Licht in sich einströmen. Äußerlich geschah dies beispielsweise durch rituelles Einatmen von Sonnenlicht, denn das Sonnenlicht galt als Manifestation des göttlichen Lichts auf der Ebene des sinnlich Wahrnehmbaren. Wichtig waren die Anrufungen der Götter mit ihren wahren, geheimen Namen. Dank seiner Kenntnis der wahren Namen erhielt der Theurg Zugang zu den Namensträgern, denn man glaubte, dass im Namen das Wesen des Benannten enthalten sei. Daher durften die „barbarischen“ (nichtgriechischen) Götternamen nicht übersetzt werden. Auch das göttliche Licht wurde angerufen. Die Theurgen setzten auch Symbole ein, die sie für göttlich und zur Vermittlung zwischen Göttern und Menschen geeignet hielten. Die Symbole sollten den Kontakt zu den Instanzen ermöglichen, deren Repräsentanten auf der materiellen Ebene sie waren. Außerdem galten Trancebotschaften, die im Rahmen der theurgischen Praxis empfangen wurden, als Mitteilungen der Götter.
Aus der Sicht der Theurgen waren theurgische Akte keine mechanischen Vorgänge, die unabhängig von der Würdigkeit und Absicht des Ausführenden ausgelöst werden konnten und wie nach einem Naturgesetz ex opere operato Wirkung zeigten. Vielmehr handelte es sich in jedem Fall um einen göttlichen Gnadenerweis, der nur einem Würdigen zuteilwerden konnte. Allerdings gibt es Belege für die Meinung, der Gott könne sich dem Wunsch des Theurgen nicht willkürlich entziehen, sondern handle zwangsläufig, falls die erforderlichen Voraussetzungen erfüllt sind.
Der Theurg erlangte durch seine kultische Betätigung, die er mit einer philosophischen Lebensweise verband, die Reinigung von den üblen Leidenschaften, welche die Materie im Menschen verursacht, und Befreiung vom Schicksalszwang (heimarménē), dem menschliches Leben ansonsten unterliegt. Dank der Gnade der Gottheit qualifizierte er sich zum Aufstieg in ein himmlisches Reich nach dem Tod seines Körpers. Er konnte aber darauf verzichten und sich dafür entscheiden, weiterhin im irdischen Bereich zu verbleiben, um sich dort für das Erlösungswerk einzusetzen.

## Geschichte

### Zweites und drittes Jahrhundert
Als ursprüngliche Übermittler der von Gottheiten geoffenbarten theurgischen Verfahren galten zwei legendenumwobene Gestalten des 2. Jahrhunderts, Julian der Chaldäer und sein Sohn Julian der Theurg, der unter Kaiser Mark Aurel († 180) gelebt und als Wundertäter gewirkt haben soll. Ihnen oder einem von ihnen soll die Aufzeichnung der Chaldäischen Orakel zu verdanken sein. Das heute nur in Fragmenten vorliegende Orakelbuch kann tatsächlich in der zweiten Hälfte des 2. Jahrhunderts entstanden sein. Julian der Theurg und sein Vater sind aber möglicherweise erfundene Gestalten, denn in der Zeit vor dem späten dritten Jahrhundert sind in den Quellen keine Hinweise auf ihre Existenz zu finden. Falls die überlieferte Zuschreibung falsch ist, sind die Orakel vielleicht ins 3. Jahrhundert zu datieren.
Als der Neuplatonismus entstand und sich ab 244 in Rom ausbreitete, stieß die theurgische Denkweise anfangs im neuplatonischen Milieu auf Ablehnung. Plotin († 270), der Begründer der neuen Richtung, lehrte die Selbsterlösung und unterließ aus grundsätzlichen Erwägungen alle Versuche, mit kultischen Mitteln göttliche Hilfe zu erlangen. An rituellen Opfern und Kultfesten nahm er nicht teil. Dies begründete er mit den Worten: „Jene (die Götter) müssen zu mir kommen, nicht ich zu ihnen.“ Plotins namhafteste Schüler Porphyrios und Amelios Gentilianos hingegen nahmen eine positivere Haltung zur kultischen Verbindung mit den Göttern ein. Amelios war ein eifriger Opferer und Besucher der Gottesdienste und Feste, Porphyrios setzte sich mit den Chaldäischen Orakeln auseinander und verfasste mindestens eine Schrift über dieses Thema, die nicht erhalten geblieben ist. Porphyrios teilte Plotins Auffassung, kultische Riten seien kein Erlösungsweg und ein Philosoph sei nicht auf solche Mittel angewiesen, denn es komme nur auf die Tugend und Selbsterkenntnis der Seele an. Er räumte aber ein, dass Theurgie bei unphilosophischen Menschen eine heilsame Wirkung entfalte.

### Spätantike
Porphyrios’ Schüler und philosophischer Widersacher Iamblichos († um 320/325) erhob die Theurgie zu einem zentralen Bestandteil seiner Lehre und religiösen Praxis. Sie sei nicht, wie Porphyrios glaubte, fürs unphilosophische Volk bestimmt, sondern stehe noch über der Philosophie und sei nur wenigen besonders Qualifizierten vorbehalten. Tugendhaftigkeit sei für den Theurgen unerlässlich, da die Götter nur mit guten Menschen Gemeinschaft hielten. Eine philosophische Ausbildung sei zwar als Vorstufe notwendig, zur Erlösung führe aber nur die Theurgie. Scharf grenzte Iamblichos die Theurgie von der Magie ab. Die Magie oder Zauberei (goēteía) verwarf er, da sie das Göttliche verfehle und Trugbilder erzeuge. Überdies seien die Magier schlechte, gottlose Menschen. Zu den übermenschlichen Wesen, mit denen der Theurg Umgang pflegen kann, zählte Iamblichos nicht nur die Götter, die der Seele des Anrufenden den göttlichen Eros und Kraft (dýnamis) verleihen, sondern auch Engel, gutartige Dämonen und „Kosmosherrscher“.
Die Auffassung des Iamblichos setzte sich in der Folgezeit weitgehend durch, sie bildete den Ausgangspunkt der weiteren Entwicklung bei den religiös orientierten Philosophen. Die meisten spätantiken Neuplatoniker bekannten sich zur Theurgie. Zu den namhaften neuplatonischen Theurgen des 4. Jahrhunderts zählten Chrysanthios von Sardes, Sosipatra und Maximos von Ephesos. Maximos vertrat mit seiner Einschätzung der Rolle des Theurgen eine andere Position als die meisten Neuplatoniker. Für ihn war der theurgische Ritus nicht nur eine Vorbereitung des Menschen auf göttliches Einwirken, sondern auch ein Instrument, mit dem der Theurg zwangsläufig die Götter veranlassen kann, ihm ihre Gunst zuzuwenden, auch wenn sie dies ursprünglich nicht wollten. Mit seiner äußerst selbstsicheren Haltung, die ihm als Arroganz angekreidet wurde, erregte Maximos in Philosophenkreisen Anstoß.
Auf entschiedenen Widerspruch stieß das Theurgiekonzept des Maximos bei Eusebios von Myndos, der zu seinen Studienkollegen zählte und in Pergamon neuplatonische Philosophie unterrichtete. Eusebios war wie Plotin der Überzeugung, die Befreiung der Seele sei nicht durch äußerliche Handlungen im Rahmen der Kultpraxis zu erreichen, sondern nur durch eine rein geistige Reinigung mittels der Vernunft. Er meinte, die Wirkungen der Theurgie seien nicht göttlichen Ursprungs, sondern durch materielle Kräfte erzeugte Sinnestäuschungen. Es handle sich um einen Irrweg, der in den Wahnsinn führe. Man solle stattdessen auf die Fähigkeit der Seele zur Selbsterlösung durch philosophische Erkenntnis vertrauen. Eusebios warnte den künftigen Kaiser Julian, der bei ihm studierte, vor Maximos. Damit erreichte er jedoch das Gegenteil: Julian, der von der Theurgie fasziniert war, brach seine Ausbildung in Pergamon ab und begab sich nach Ephesos zu Maximos, dessen Richtung er sich anschloss. Zwischen dem Theurgen und dem künftigen Kaiser entstand eine enge Freundschaft.
Julian, der von 360 bis 363 regierte, bekannte sich zu den traditionellen Göttern und versuchte das Christentum zurückzudrängen, wobei er sich auf neuplatonisches und theurgisches Gedankengut stützte. In seiner persönlichen Religiosität spielte die Theurgie in der Variante, die ihm Maximos vermittelt hatte, eine wichtige Rolle. Julian glaubte, dass die jüdischen Erzväter Abraham, Isaak und Jakob sowie König Salomo Theurgen gewesen seien.
Nach Julians Tod setzte sich das Christentum endgültig durch. Die Christen betrachteten die pagane Theurgie als Götzenkult. Der Kirchenvater Augustinus glaubte, es seien dabei Dämonen am Werk. Daher wurde die Theurgie im Verlauf der Christianisierung des Römischen Reichs zunehmend marginalisiert und schließlich ausgerottet.
Eine von den christlichen Kaisern lange geduldete pagane Nische war die neuplatonische Philosophenschule von Athen, die erst im frühen 6. Jahrhundert geschlossen wurde. In ihr stand die Theurgie bis zuletzt in hohem Ansehen. Der berühmte Denker Proklos († 485), der diese Schule fast ein halbes Jahrhundert lang als Scholarch (Schuloberhaupt) leitete, verband intensive philosophische Arbeit mit hingebungsvoller theurgischer Praxis. Großen Wert legte er auf die rituellen Reinigungen. Er hielt die Theurgie (womit er deren höchste Stufe meinte) für „mächtiger als alle menschliche Weisheit und Wissenschaft“. Noch der letzte Scholarch der Athener Schule, Damaskios († nach 538), schätzte die Theurgie. Allerdings war er der Meinung, man solle nicht Philosophie und Theurgie zugleich praktizieren und sich als Philosoph eine theurgische Kompetenz anmaßen. Zu den Befürwortern eines Vorrangs der Theurgie vor der Philosophie gehörte Damaskios’ jüngerer Zeitgenosse Olympiodoros der Jüngere († nach 565), ein prominenter Lehrer an der Philosophenschule von Alexandria.
Der spätantike Theologe Pseudo-Dionysius Areopagita, dessen neuplatonisch geprägte Werke im Mittelalter hohes Ansehen genossen, führte den Begriff „Theurgie“ in die christliche Theologie ein. Er bezeichnete damit das Wirken des Heiligen Geistes und Jesu Christi und insbesondere die von Gott herbeigeführte Wirksamkeit der Sakramente.

## Rezeption
Im mittelalterlichen Byzantinischen Reich befasste sich im 11. Jahrhundert der Gelehrte Michael Psellos intensiv mit den ihm zugänglichen Quellen zur antiken paganen Theurgie. Im Westen waren den lateinischsprachigen Gelehrten des Mittelalters die Hauptquellen zur paganen Theurgie unbekannt, sie wurden erst von den Humanisten in der Renaissance entdeckt.
In der Frühen Neuzeit – spätestens im 17. Jahrhundert – setzte sich die Einschätzung durch, die Theurgie sei eine Form von „Weißer Magie“. Im einschlägigen Artikel der Encyclopédie (1765) wurde hervorgehoben, dass die Theurgen hohen moralischen Anforderungen genügen mussten und dass zwischen Theurgie und (Schwarzer) Magie ein großer Unterschied bestand.